# Неделя моды в Будапеште
Неделя моды в Будапеште или Будапештская центральноевропейская неделя моды (англ. Budapest Central European Fashion Week) — мировая неделя моды, проводящаяся ежегодно в апреле и октябре в Будапеште, столице Венгрии, как правило сразу после проведения пяти основных мировых недель моды. Её организаторы стремятся поднять статус выставки до уровня большой пятёрки недель моды (Нью-Йорка, Лондона, Парижа, Милана и Берлина). Основанная на концепции серии международных недель моды, Неделя моды TONI & GUY в Будапеште служит площадкой, на которой ведущие венгерские модельеры и международные дизайнеры представляют свои сезонные коллекции дважды в год, которые адресованы для венгерской и международной индустрии моды, а также для более широкой публики. Мероприятие обычно проводится в Палаццо Дороттья (венг. Palazzo Dorottya). Весенне-летняя выставка 2019 года прошла на территории комплекса Базара Королевского сада.